# Beugungsordnung
Die Beugungsordnung, meist mit {\displaystyle n}, {\displaystyle m} oder {\displaystyle k} bezeichnet, ist in der Wellenoptik eine ganze Zahl, welche die Maxima bzw. Minima der Intensitätsverteilung klassifiziert, die nach einer Beugung von Wellen aufgrund von Interferenz entstehen. Solche Beugungsmaxima und -minima treten beispielsweise am Doppelspalt oder am Gitter auf.

## Entstehung der Maxima bzw. Minima
Die Beugungsordnung ergibt sich aus dem Gangunterschied der interferierenden Wellen. Für konstruktive Interferenz, also die Entstehung eines Maximums, müssen die interferierenden Wellen einen Gangunterschied {\displaystyle \delta } aufweisen, der ein ganzzahliges Vielfaches der Wellenlänge ist:
{\displaystyle \delta =n\cdot \lambda ,\quad n=0,1,2,\dots }
Für {\displaystyle n=0} haben die interferierenden Wellen gar keinen Gangunterschied; es handelt sich um das Maximum nullter Ordnung, das sich in der Mitte des Beugungsmusters befindet. Zu beiden Seiten daneben liegen die Maxima erster, zweiter, ... Ordnung; je höher die Beugungsordnung, desto größer der dazu gehörende Beugungswinkel {\displaystyle \phi }:
{\displaystyle \phi =f(n),\quad n=0,1,2,\dots }
Das Maximum nullter Ordnung liegt für alle Wellenlängen an derselben Stelle, weil das Licht in diesem Fall überhaupt nicht gebeugt wird:
{\displaystyle \phi =0\neq f(\lambda ),\quad n=0}
Bei höheren Ordnungen wird das Licht umso stärker gebeugt, je langwelliger es ist:
{\displaystyle \phi =f(\lambda ),\quad n=1,2,\dots }
der Grad dieser Auffächerung nimmt mit der Beugungsordnung zu.
Für Minima (destruktive Interferenz) gilt entsprechendes wie für die Maxima, wobei hier der Gangunterschied stets halbzahlig ist, so dass die interferierenden Wellen am Beobachtungsort gegenphasig sind:
{\displaystyle \delta =\left(n-{\frac {1}{2}}\right)\cdot \lambda ,\quad n=1,2,3,\dots }

## Anwendung

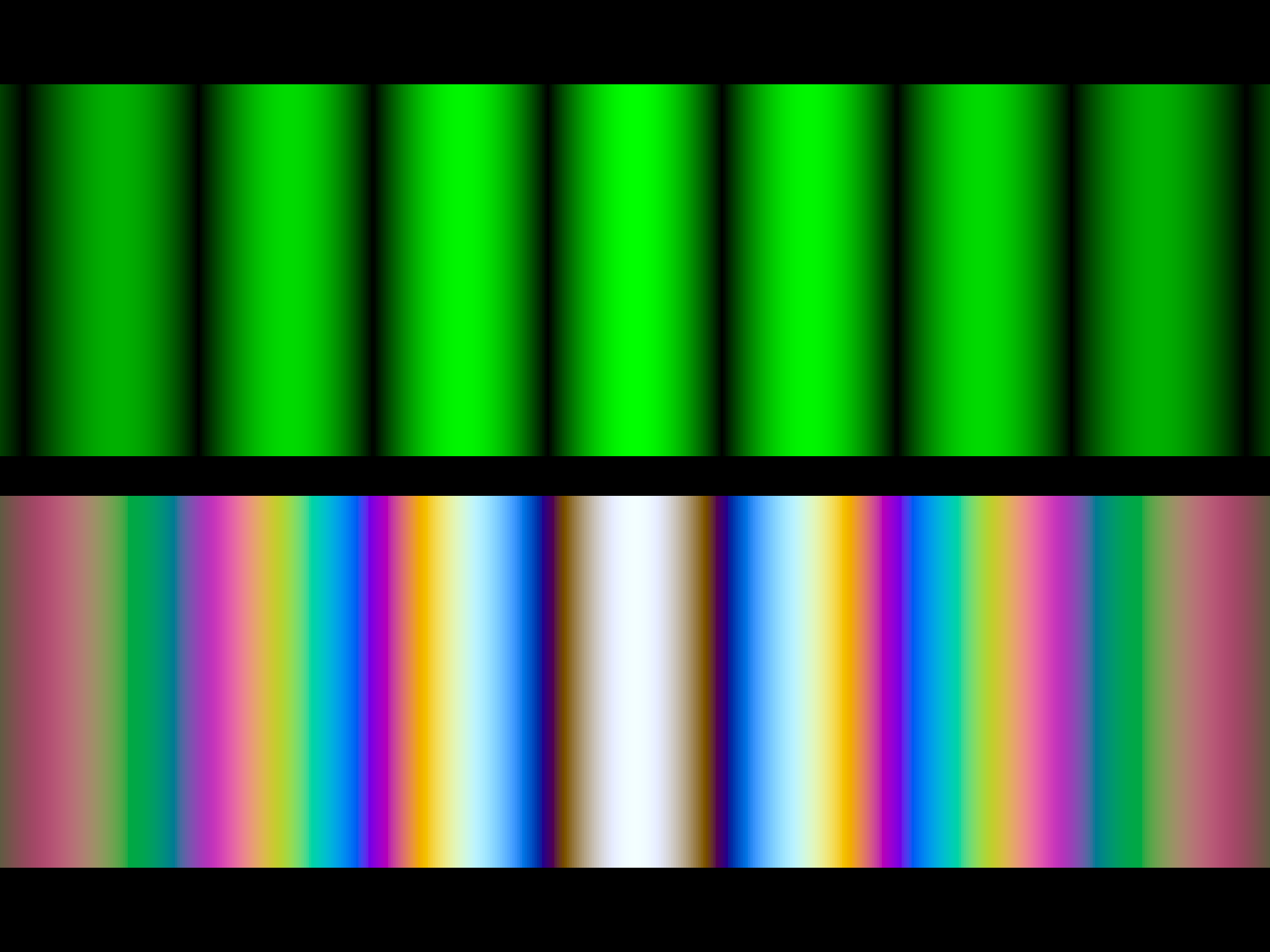
Berechnete Intensitätsverteilung bei der Beugung am Doppelspalt. Oben: monochromatisches Licht, unten: weißes bzw. poychromatisches Licht. In der Mitte Maximum 0. Ordnung, rechts und links 1. bis 3. Ordnung.

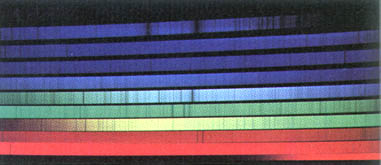
Mit einem Echellegitter-Spektrometer gewonnenes Spektrum des Sonnenlichts. Von unten nach oben aufgetrennte Teilspektren unterschiedlicher Ordnung, die sich ansonsten überlappen würden.

Wird polychromatisches Licht gebeugt, so kann es vorkommen, dass sich die Spektren der unterschiedlichen Ordnungen überlappen (siehe Abbildung). Dies ist der Fall, wenn der Beugungswinkel des langwelligen Randes des Spektrums größer ist als der Beugungswinkel des kurzwelligen Randes der nächsthöheren Beugungsordnung. Bei kontinuierlichen Spektren erscheint dann der Überlappungsbereich in den entsprechenden Mischfarben.
In Gitterspektrographen untersucht man daher vor allem die niedrigen Ordnungen (wo die Überlappung noch keine Rolle spielt) oder trennt die einzelnen Beugungsordnungen auf, indem man ein zweites orthogonales Gitter oder ein Prisma in den Strahlengang einbaut (siehe hierzu Echellegitter).
Auch bei der Röntgenbeugung ist die Unterscheidung der Beugungsordnungen von Bedeutung. Beim Debye-Scherrer-Verfahren hat jedes Beugungsmaximum die Gestalt eines Kegelmantels, der von der Fläche des Films bzw. Detektorschirms geschnitten wird. Für alle Maxima ergeben sich also konzentrische Ringe. Dabei erzeugt jeder Netzebenenabstand Beugungsmaxima verschiedener Ordnungen. Bei der Interpretation des Beugungsmusters ist also zu berücksichtigen, dass es sich bei einem weiter außen liegenden Ring sowohl um Beugung an anderen Netzebenen als auch um eine höhere Beugungsordnung handeln kann.